# 카타요세 료타
카타요세 료타(일본어: 片寄 涼太, 1994년 8월 29일 ~ )는 일본의 가수, 배우이며, GENERATIONS의 보컬이다.
오사카부 야오시 출신. LDH 소속.

## 내력
2010년 2월부터 열린 《VOCAL BATTLE AUDITION 2》에 참가해 파이널리스트가 되지만 낙선. 그 후, 본격적인 레슨을 받기 위해 상경한다.
2011년 7월 19일, GENERATIONS의 후보 멤버가 된다.
2012년 4월 17일, GENERATIONS의 정식 멤버로 결정된다.

## 출연

### 드라마
- GTO 제2기 (2014년 7월 ~ 9월, 칸사이 TV) - 키리타니 유 역
- 오빠에게 너무 사랑받아서 곤란해요 (2017년 4월 ~ 5월, 닛폰 TV) - 타치바나 하루카 역
- PRINCE OF LEGEND (2018년 10월 ~ 12월, 일본NTV) -스자쿠 카나데 역
- 3학년 A반 ~지금부터 여러분은 인질입니다~ (2019) - 카이 하야토 역

### 영화
- 오빠에게 너무 사랑받아서 곤란해요 (2017년, 쇼치쿠) - 타치바나 하루카 역
- PRINCE OF LEGEND (2019년) - 스자쿠 카나데 역
- 오전 0시, 키스하러 와줘 (2019년) - 아야세 카에데 역

### 극장판 애니메이션
- 너와 파도를 탈 수 있다면 (2019년) - 미나토 히나게시 역